# Сомино (озеро, Россонский район)
Со́мино (бел. Со́міна) — озеро в Россонском районе Витебской области Белоруссии. Относится к бассейну реки Уща.

## Описание
Располагается в 30 км к северо-востоку от городского посёлка Россоны и в 3 км к северо-востоку от деревни Шерстово, посреди заболоченного массива, поросшего кустарником. Неподалёку от озера проходит российско-белорусская граница.
Площадь поверхности водоёма составляет 0,02 км², длина — 0,2 км, наибольшая ширина — 0,15 км. Длина береговой линии — 0,6 км. Высота над уровнем моря — 152 м. 
Берега низкие, поросшие редколесьем и кустарником, местами заболоченные.
Через озеро Сомино протекает ручей Язьменок, вытекающий из озера Ямно и впадающий в озеро Усвеча в Невельском районе Псковской области России. Ещё один безымянный ручей, вытекающий из водоёма, впадает в озеро Глыба.